# Moselgoldbrücke

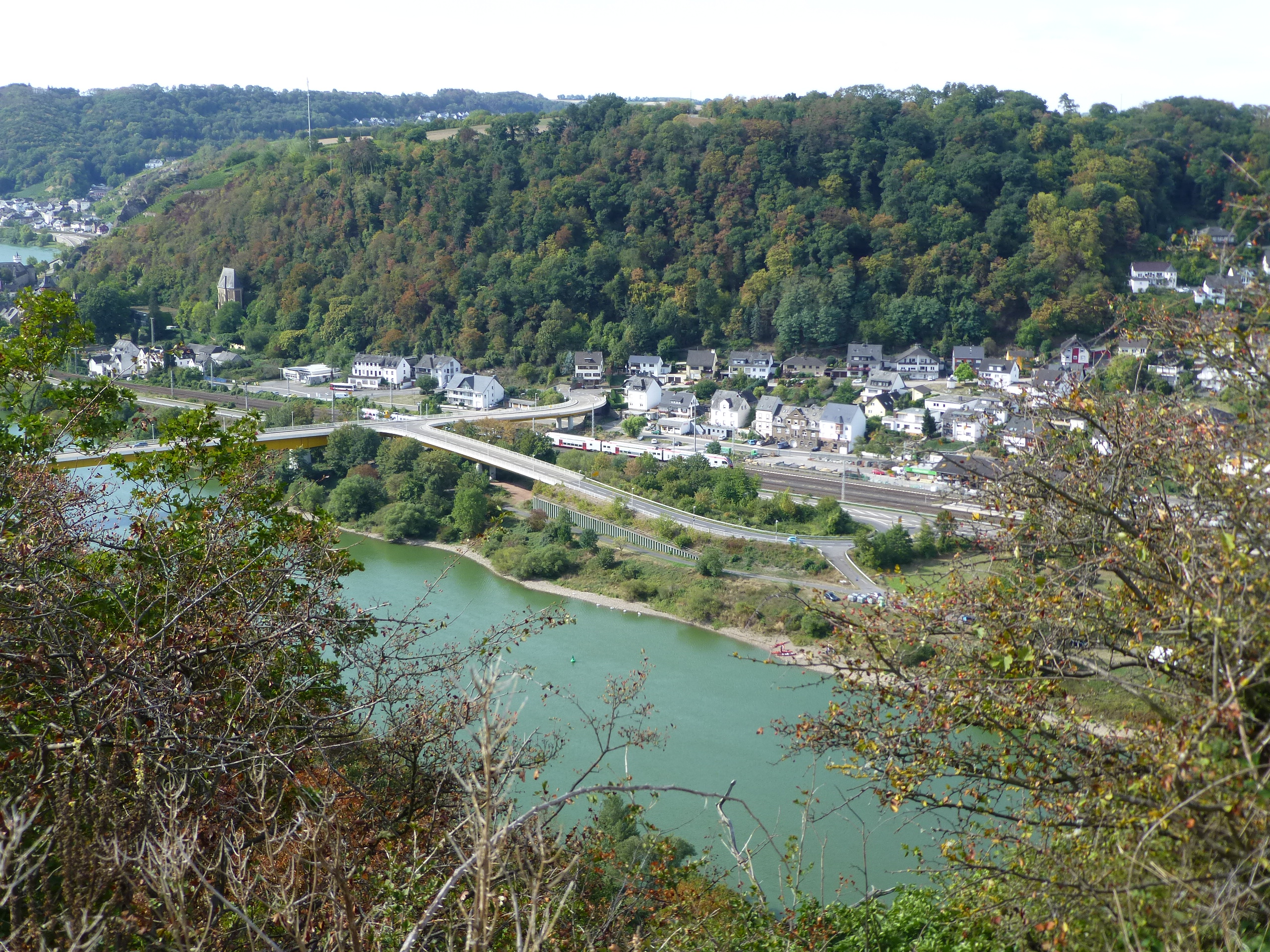
Blick von der B 411 auf Gondorf und die Mosel, links die Moselgoldbrücke

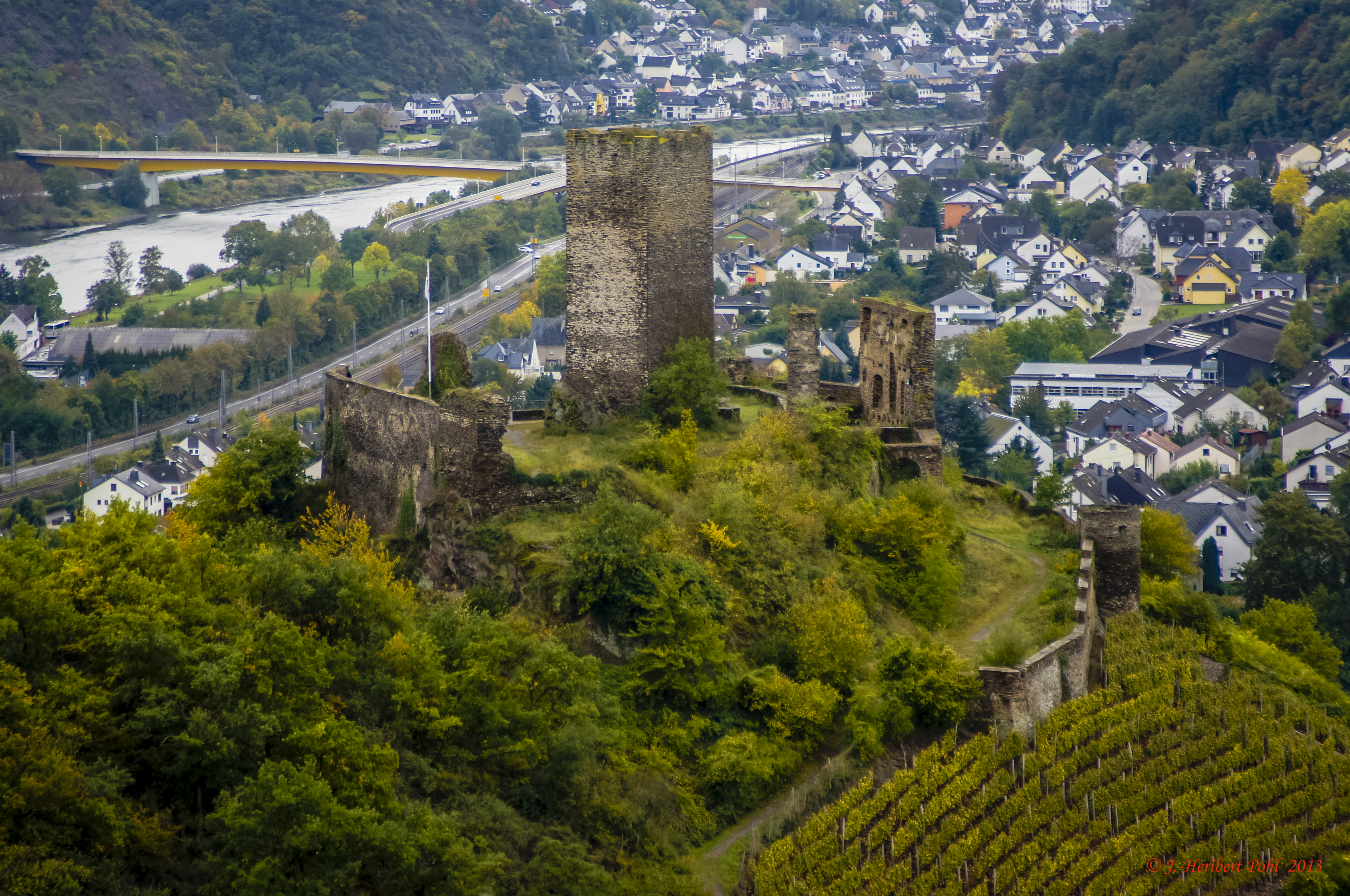
Niederburg Kobern, links oben die Moselgoldbrücke

Die Moselgoldbrücke ist eine Straßenbrücke über die Mosel zwischen Gondorf und Niederfell im Landkreis Mayen-Koblenz in Rheinland-Pfalz. Sie ist Teil der Kreisstraße 70, verbindet die Bundesstraße 49 mit der Bundesstraße 416 und unterführt die Moselstrecke.
Unmittelbar nördlich der Brücke liegt das Naturschutzgebiet Moselufer zwischen Niederfell und Dieblich.
Die Stahlbrücke liegt am Mosel-km 18,14 und stammt aus dem Jahr 1977, die Länge beträgt 321 m für die Hauptbrücke, die Höhe 7,5 m. Dazu kommt der abzweigende Brückenteil zur B 416 mit 93 m Länge.